# SN 2011cu
SN 2011cu – supernowa typu Ia-pec odkryta 30 kwietnia 2011 roku w galaktyce A113510+0100. W momencie odkrycia miała maksymalną jasność 21,00m.